# 金山街道 (本溪市)
金山街道，是中华人民共和国辽宁省本溪市明山区下辖的一个乡镇级行政单位。

## 行政区划
金山街道下辖以下地区：
紫金社区、武山社区、育民社区、塔南社区、塔西社区、永安社区和矿院社区。